# József Rády
József Rády (Szekszárd, 22 settembre 1884 – Balatonkenese, 11 ottobre 1957) è stato uno schermidore ungherese, vincitore di una medaglia d'oro ed una d'argento nella scherma ai giochi olimpici.